# Ammoecius elevatus
Ammoecius elevatus är en skalbaggsart som beskrevs av Olivier 1789. Ammoecius elevatus ingår i släktet Ammoecius och familjen Aphodiidae. Inga underarter finns listade i Catalogue of Life.